# Čierne nad Topľou
Čierne nad Topľou é um município da Eslováquia, situado no distrito de Vranov nad Topľou, na região de Prešov. Tem 14,37 km² de área e sua população em 2018 foi estimada em 745 habitantes.

## Demografia
| Ano:        | 1994 | 2004   | 2014   | 2024   |
| ----------- | ---- | ------ | ------ | ------ |
| Broj ljudi: | 815  | 795    | 747    | 711    |
| Razlika:    |      | -2,45% | -6,03% | -4,81% |

| Ano:               | 2023 | 2024   |
| ------------------ | ---- | ------ |
| Número de pessoas: | 713  | 711    |
| Diferença:         |      | -0,28% |